# 4052 Crovisier
4052 Crovisier је астероид главног астероидног појаса са средњом удаљеношћу од Сунца која износи 3,029 астрономских јединица (АЈ).
Апсолутна магнитуда астероида је 12,2.